# ياسوشي فوكوناك
ياسوشي فوكوناگَ (باليابانية: 福永 泰) (6 مارس 1973 في ماتشيدا في اليابان – )؛ هو لاعب كرة قدم ياباني سابق كان يلعب كلاعب وسط.

## وصلات خارجية
- ياسوشي فوكوناك على موقع رابطة كرة القدم اليابانية للمحترفين (اليابانية)
- ياسوشي فوكوناك على موقع عالم كرة القدم.نت (الإنجليزية)